# Người tí hon

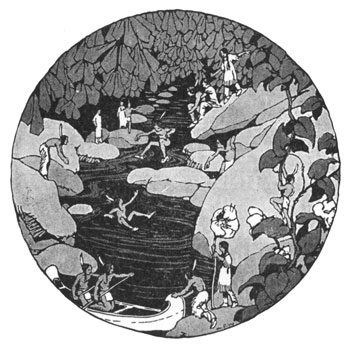
"Những người tí hon" - Trong tác phẩm Stories the Iroquois Tell Their Children của Mabel Powers.

Người tí hon là một nhóm sinh vật trong văn hóa dân gian của nhiều nền văn hóa trong lịch sử nhân loại như Ireland, Hy Lạp, Philippines, Quần đảo Hawaii, New Zealand, Đảo Flores, Indonesia và người Mỹ bản địa. Trong thế giới giả tưởng, người tí hon giống như là sinh vật đối lập với người khổng lồ.

## Văn hóa dân gian của thổ dân châu Mỹ
Truyền thuyết kể về một chủng tộc "người tí hon" sống trong rừng gần những ngọn đồi đầy cát, đôi khi gần những tảng đá nằm dọc theo những vùng nước lớn, chẳng hạn như Ngũ Hồ. Họ thường được mô tả là "những người lùn tịt có khuôn mặt đầy lông" trong các câu chuyện, các hình minh họa khắc đá cho thấy họ có sừng trên đầu và đi theo nhóm từ 5 đến 7 người trên mỗi chiếc ca nô.
Những người tí hon thường chơi khăm mọi người, chẳng hạn như ca hát rồi trốn khi có người tò mò tìm kiếm bản nhạc. Người ta cho rằng những người tí hon rất yêu thương trẻ em và sẽ đưa chúng đi nếu chúng bị cha mẹ ngược đãi, nếu đứa trẻ đó mồ côi hoặc bị bỏ rơi trong rừng.
Các truyền thuyết khác nói rằng người tí hon nếu bị người lớn phát hiện thì họ sẽ cầu xin đừng tiết lộ về sự tồn tại của họ, họ sẽ khen thưởng những người giữ lời bằng cách giúp đỡ khi người đó cần. Có những miêu tả khác nhau về người tí hon là người tốt hay xấu tùy vào văn hóa từng vùng.